# Munro (film)
Pour plus de détails, voir Fiche technique et Distribution.
Munro est un film d'animation tchécoslovaque-américain réalisé par Gene Deitch et sorti en 1960.
Il a remporté l'Oscar du meilleur court métrage d'animation en 1961.

## Fiche technique
- Réalisation : Gene Deitch
- Scénario : Jules Feiffer
- Producteur : William L. Snyder
- Animation : Rudy Larriva, Barney Posner, Cecil Surry et Gil Turner
- Société de production : Film Representations et Rembrandt Films
- Musique : Štěpán Koníček
- Durée : 6 minutes
- Date de sortie : septembre 1960 ( Tchécoslovaquie) ; 5 octobre 1961 ( États-Unis)

## Distribution
- Howard Morris : le narrateur
- Seth Deitch : Munro
- Marie Deitch : une fille
- Jules Feiffer : Sergent

## Distinctions
- 1961 : Oscar du meilleur court métrage d'animation[1]